# ديبيدو فرانسيس كيري
ديبيدو فرانسيس كيري (من مواليد 10 أبريل 1965) هو معماري من بوركينا فاسو. تلقى تعليمه في الجامعة التقنية في برلين، وعاش في برلين منذ عام 1985. بالتوازي مع دراسته، أسس مؤسسة كيري (Schulbausteine für Gando سابقًا)، وفي عام 2005 أسس Kéré Architecture. تم الاعتراف بممارسته المعمارية على المستوى الدولي بجوائز من بينها جائزة الآغا خان للعمارة (2004) لمبناه الأول، ومدرسة غاندو الابتدائية في بوركينا فاسو، وجائزة غلوبال هولسيم الذهبية 2012.
اضطلع كيري بمشاريع في بلدان مختلفة بما في ذلك بوركينا فاسو ومالي وألمانيا والولايات المتحدة وكينيا وأوغندا. في عام 2017 كلفه معرض سربنتين بتصميم هيكل سربنتين في لندن. وقد شغل مناصب أستاذية في كلية هارفارد للدراسات العليا للتصميم وكلية ييل للهندسة المعمارية والأكاديمية السويسرية للمهندسين المعماريين. في عام 2017 قبل الأستاذية في «التصميم المعماري والمشاركة» في TU München (ألمانيا).
في عام 2022، فاز بجائزة بريتزكر للهندسة المعمارية، وهو أول شخص من إفريقيا وأول شخص أسود يحصل عليها. 

## النشأة والتعليم
ولد كيري في قرية غاندو. كان أول طفل في القرية يتم إرساله إلى المدرسة حيث أراد والده، رئيس القرية، أن يتعلم ابنه الأكبر كيفية قراءة رسائله وترجمتها. نظرًا لعدم وجود مدرسة في غاندو اضطر كيري إلى ترك عائلته عندما كان في السابعة من عمره ليعيش مع عمه في المدينة.
بعد الانتهاء من تعليمه أصبح نجارًا وحصل على منحة دراسية من جمعية Carl Duisberg لتدريب مهني في ألمانيا كمشرف في مساعدات التنماوية.
بعد الانتهاء من التدريب المهني، ذهب لدراسة الهندسة المعمارية في الجامعة التقنية في برلين، وتخرج في عام 2004.
خلال دراسته شعر أنه من واجبه المساهمة في عائلته والمجتمع الذي دعمه، وإعطاء الجيل القادم الفرصة للسير على خطاه. في عام 1998 أنشأ بمساعدة أصدقائه جمعية Schulbausteine für Gando e. V. (الآن مؤسسة Kéré)، والتي تُترجم بشكل فضفاض إلى «اجزاء لبناء غاندو»، لتمويل بناء مدرسة ابتدائية لقريته. كان هدفه هو الجمع بين المعرفة التي اكتسبها في أوروبا وأساليب البناء التقليدية من بوركينا فاسو. أكمل دراسته وبنى أول مدرسة في غاندو كمشروع دبلومه في عام 2004، بينما افتتح أيضًا مكتب الهندسة المعمارية الخاص به Kéré Architecture.   

### مشاريع في جاندو

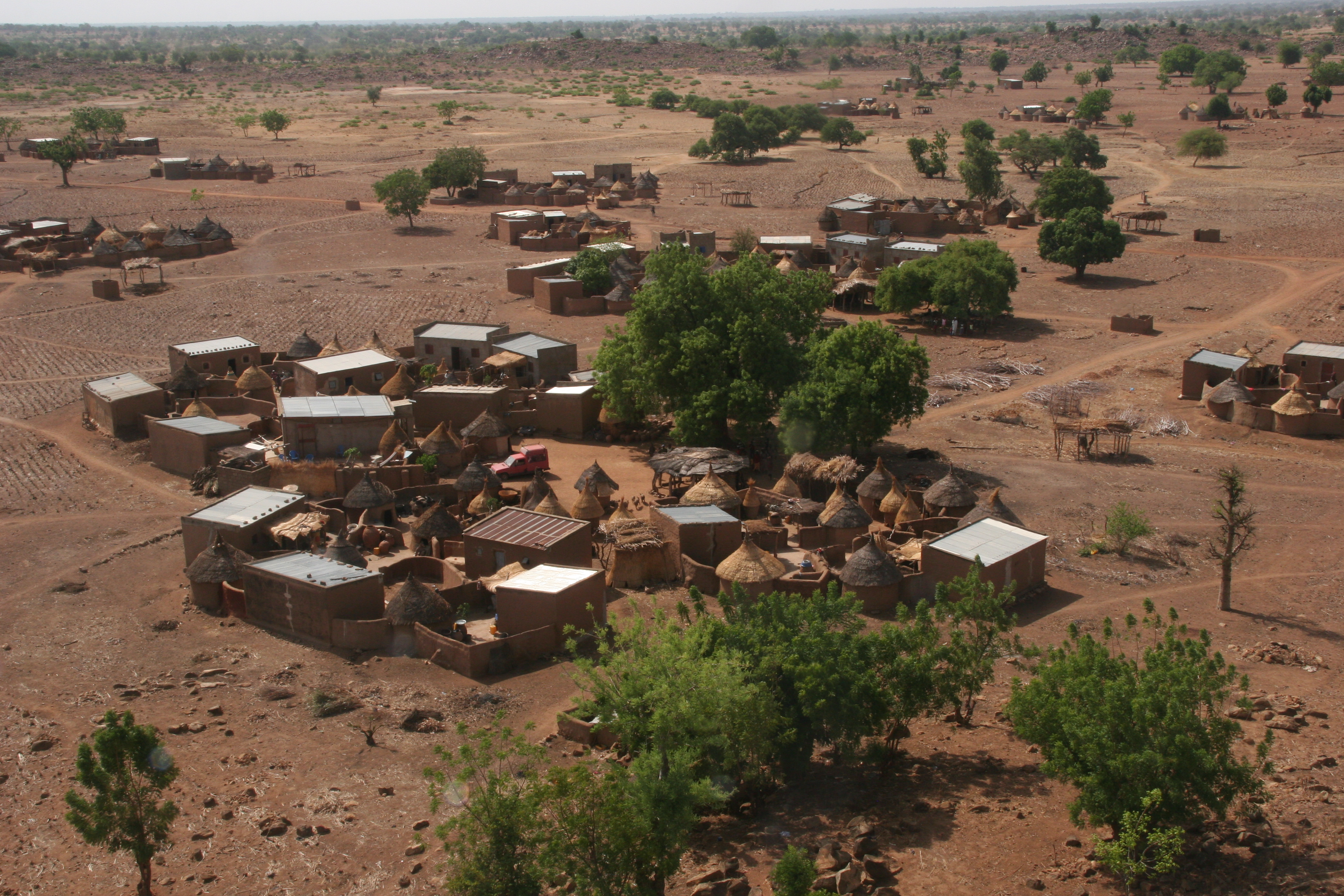
غاندو ، بوركينا فاسو

تقع قرية غاندو جنوب شرق واغادوغو، عاصمة بوركينا فاسو. يعيش بها 3000 ساكن في أكواخ صغيرة من الطين مع أسقف من الصفيح أو القش. تتجمع الأكواخ في مجموعات صغيرة تشكل مجتمعات. لا يوجد في القرية مياه جارية أو كهرباء، ولا يزال معدل الإلمام بالقراءة والكتابة أقل من المعدل الوطني البالغ 25٪. وفقًا لمؤشر التنمية البشرية للأمم المتحدة في عام 2011، تعد بوركينا فاسو سابع دولة من أقل البلدان نمواً في العالم. يؤدي الافتقار إلى التعليم وانخفاض الدخل ومتوسط العمر المتوقع إلى إعاقة تنمية البلاد، ومعظم الناس من مزارعي الكفاف، ويعتمدون على المناخ القاسي. لا توجد أمطار تقريبًا بين أكتوبر ويونيو، ويمكن أن تصل درجات الحرارة خلال النهار بسهولة إلى 45 درجة درجة مئوية.
العمليات التعاونية التي طورها كيري مع سكان غاندو والتقنيات والمواد المبتكرة والمحلية والبيئية التي ابتكروها أدت إلى حصول كيري على جائزة عالمية للهندسة المعمارية المستدامة عام 2009.

#### مدرسة جاندو الابتدائية

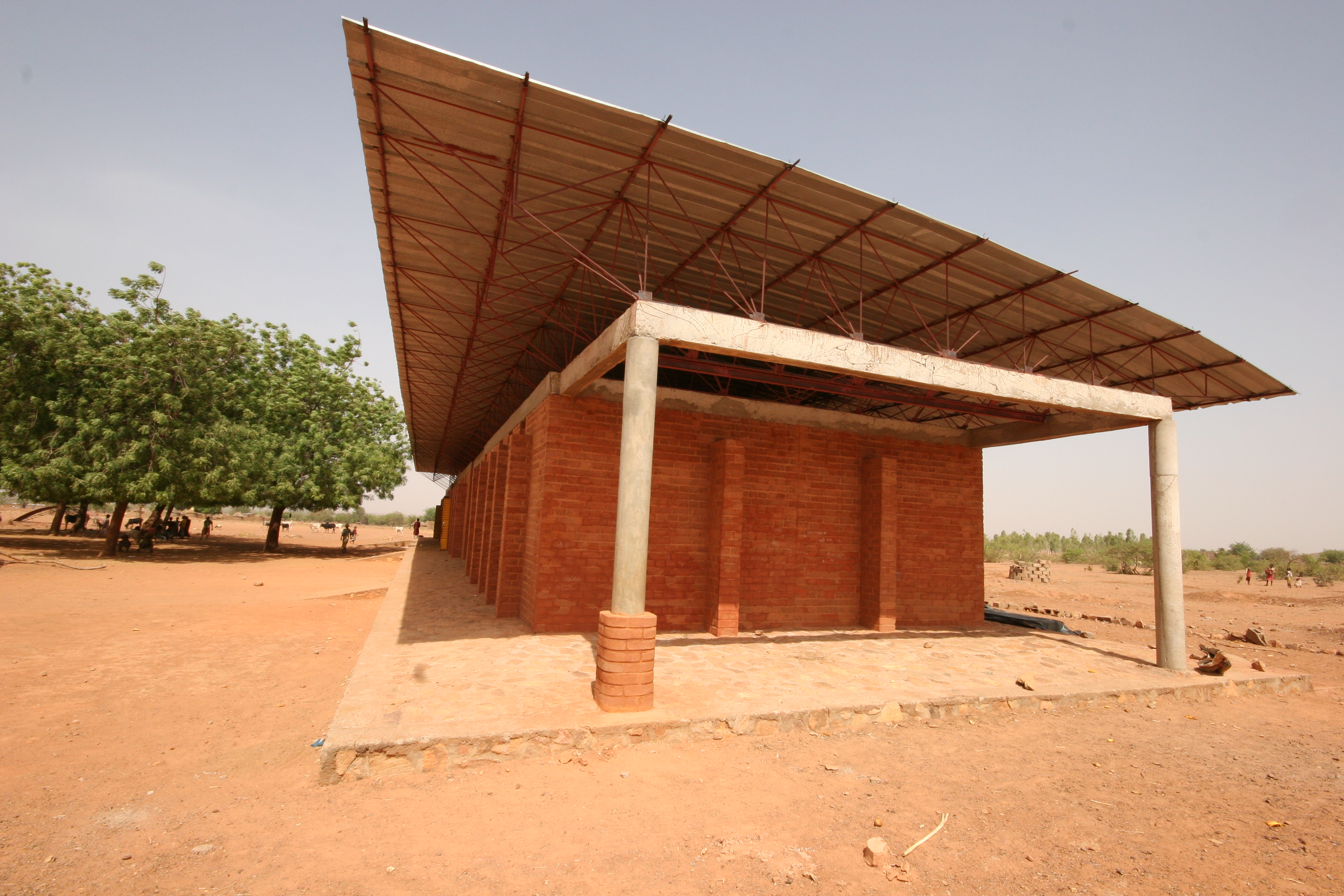
المدرسة الابتدائية في جاندو

تم الانتهاء من المدرسة الابتدائية الأولى في عام 2001. جميع المدارس في بوركينا فاسو تقريبًا مبنية من الخرسانة وتبدو في غير محله إلى حد ما في منطقة الساحل. إنتاج الخرسانة مكلف ويتطلب الكثير من الكهرباء. المباني الخرسانية ليست مناسبة تمامًا للمناخ في بوركينا فاسو، حيث تصبح الحرارة عالية بشكل لا يطاق، مما يجعل من الصعب على التلاميذ التركيز. غالبًا ما يُنظر إلى الأرض على أنها مادة بناء للفقراء، لكن كيري أراد استخدام الموارد المتاحة محليًا.
تم بناء المدرسة الابتدائية من الطوب اللبن، وهو أمر كان المجتمع في البداية متشككًا فيه إلى حد ما. كانوا قلقين من أن البناء المبني من الطوب اللبن لن يصمد في موسم الأمطار. لكن تصميم Kéré المبتكر قدم الحل. يحمي السقف العريض والمرتفع من الصفيح الجدران من المطر، ويسمح للهواء بالدوران تحته من أجل الحفاظ على برودة المبنى. كان المجتمع مسرورًا لأن المدرسة لا تزال قائمة بعد عشر سنوات، والمبنى أكثر برودة وأكثر راحة للعمل فيه على عكس مباني المدرسة التقليدية الخرسانية. اشتهر تصميم كيري في جميع أنحاء بوركينا فاسو، وفاز بجائزة الآغا خان للعمارة في عام 2004.
كانت إحدى القضايا الرئيسية التي تمت مواجهتها هي كيفية شرح المخططات والتصاميم في قرية معظم الناس فيها أميين. عند رسم خطة أولية في الرمال، وجد المجتمع مشاركًا بشكل كامل في المشروع، وقد قدم العديد منهم إلى اقتراحات خاصة حول كيفية تحسينه. كما يقول كيري، «فقط أولئك الذين يشاركون في عملية التنمية يمكنهم تقدير النتائج المحققة وتطويرها وحمايتها».
شارك جميع سكان غاندو في بناء المدرسة. أراد الجميع المساعدة - قامت النساء بإعداد الأرضية بينما كان الرجال يصنعون الطوب اللبن للجدران ويجمعون الحجارة للأساسات. تلقوا تدريبًا في الموقع على تقنيات البناء التي يمكنهم استخدامها لبناء منازلهم والحصول على وظائف. أُعجبت قريتان مجاورتان بتنظيم مجتمع غاندو وإنجازاته. إنهم الآن، خطوة بخطوة، يبنون مدرستهم الخاصة بالتعاون مع غاندو. تعترف السلطات المحلية أيضًا بقيمة هذا المشروع: فهي لا تدفع فقط رواتب المعلمين في المدرسة الابتدائية، ولكنها تساهم أيضًا من خلال توظيف المزيد والمزيد من الشباب من غاندو في مشاريع البناء الخاصة بهم.

#### مشروع أشجار المانجو بغاندو
كيري لا يريد فقط بناء المدارس وتوفير التعليم، ولكن إنشاء واحة يتم فيها تلبية احتياجات سكان قرية غاندو. من أجل القيام بذلك، شرع في مشروع زراعة أشجار المانجو. يهدف المشروع إلى معالجة العديد من المشاكل الرئيسية في المنطقة.
الجوع نادر، لكن سوء التغذية منتشر في غاندو والمنطقة المحيطة بها. الغذاء الرئيسي هو «الفوفو»، والذي يتكون من الدخن المطحون والمسلوق. يحتوي على القليل من الفيتامينات، ومعظم الناس يأكلون مرة واحدة فقط في اليوم. توفر المانجو مصدرًا مهمًا للتغذية، وتساعد الفيتامينات في تقوية جهاز المناعة. علاوة على ذلك، توفر أشجار المانجو مصدرًا حيويًا للظل. غالبًا ما تصل درجات الحرارة أثناء النهار إلى 40 درجة مئوية. في خضم هذه الحرارة التي لا تطاق، تصبح المساحة الباردة تحت شجرة المانجو مكانًا مهمًا للقاء لمجتمع القرية، حيث يلعب الأطفال ويدرسون ويستريحون. هدف آخر هو تعليم التلاميذ المسؤولية. يتم إعطاء كل تلميذ شجرة لرعايتها. بهذه الطريقة يتعلمون كيفية زراعة الأشجار والعناية بها، وهذه هي المعرفة التي سينقلونها إلى والديهم والجيل القادم.
بسبب التوسع السكاني السريع في البلاد، وهيمنة الحطب كمصدر رئيسي للوقود، فقدت بوركينا فاسو 60 ٪ من أشجارها في السنوات الخمس عشرة الماضية. وقد أدى ذلك إلى عواقب وخيمة على البيئة. توفر الأشجار الظل وتحمي التربة من التعرية وتوقف التصحر وتنظم نظام المياه الجوفية. بالإضافة إلى ذلك، تساهم الأشجار في خصوبة التربة والتنوع البيولوجي من حيث أنها توفر موطنًا للعديد من الأنواع.
مع المناخ الحار والجاف في بوركينا فاسو والنقص الحاد في الأمطار بين أكتوبر ويونيو، لا يمكن للعديد من النباتات والشتلات البقاء حيا. بالإضافة إلى هذا، دمر النمل الأبيض الكثير. مبيدات الآفات والأسمدة باهظة الثمن ومضرة بالبيئة. لذلك، طور Kéré مفهومًا مبتكرًا:
استعدادًا لزرع الشجرة، يتم حفر حفرة وملئها بالعظام واللحوم القديمة، وتترك لبضعة أيام. بعد فترة تجذب العظام واللحوم النمل الذي يستعمر الحفرة ويأكل النمل الأبيض. وهذا يمكّن الأشجار من النمو دون الحاجة إلى أي مبيد حشري. يتم الاحتفاظ بالحيوانات مثل الدجاج في ظلال الأشجار، وتوفر روثها السماد الطبيعي للأشجار، بحيث لا تكون الأسمدة الاصطناعية ضرورية.
بدلاً من سقي الأشجار مرتين في اليوم، توصل كيري إلى الفكرة التالية: وضع أواني فخارية بجوار الأشجار، مع استخدام قطارات موجهة مباشرة إلى الجذور. تمنع الأواني الفخارية التبخر وتحتاج فقط إلى ملؤها مرة واحدة في الأسبوع، مما يمنح الأشجار كمية صغيرة ولكن ثابتة من الماء. بهذه الطريقة، يمكن لطريقة بسيطة وفعالة أن يكون لها تأثير إيجابي على حياة الناس في غاندو.

#### حديقة مدرسة جاندو وبئر
معظم الناس في بوركينا فاسو هم من مزارعي الكفاف، وفي القرى الريفية مثل غاندو، الأغلبية الساحقة. هذه مشكلة محتملة للتعليم، حيث تتوقع العائلات أن يساعد أطفالها في الزراعة. لذلك من الضروري إعطاء التلاميذ معرفة عملية بالزراعة، وجعل التعليم مناسبًا لهم.
ولهذه السبب، تم إنشاء مخصص على أرض المدرسة وحفر بئر لتوفير المياه لكل من المدرسة والقرية. إلى جانب فصولهم الدراسية، يتعلم الطلاب كيفية العناية بالنباتات دون استخدام أي مبيدات حشرية أو أسمدة، مما يشجعهم على استخدام الأساليب المستدامة في المستقبل. في منطقة يندر فيها الطعام ويتبع معظم الناس نظامًا غذائيًا متكررًا للغاية، توفر حديقة المدرسة مساهمة مهمة في الأمن الغذائي.

#### مدرسة جاندو الثانوية

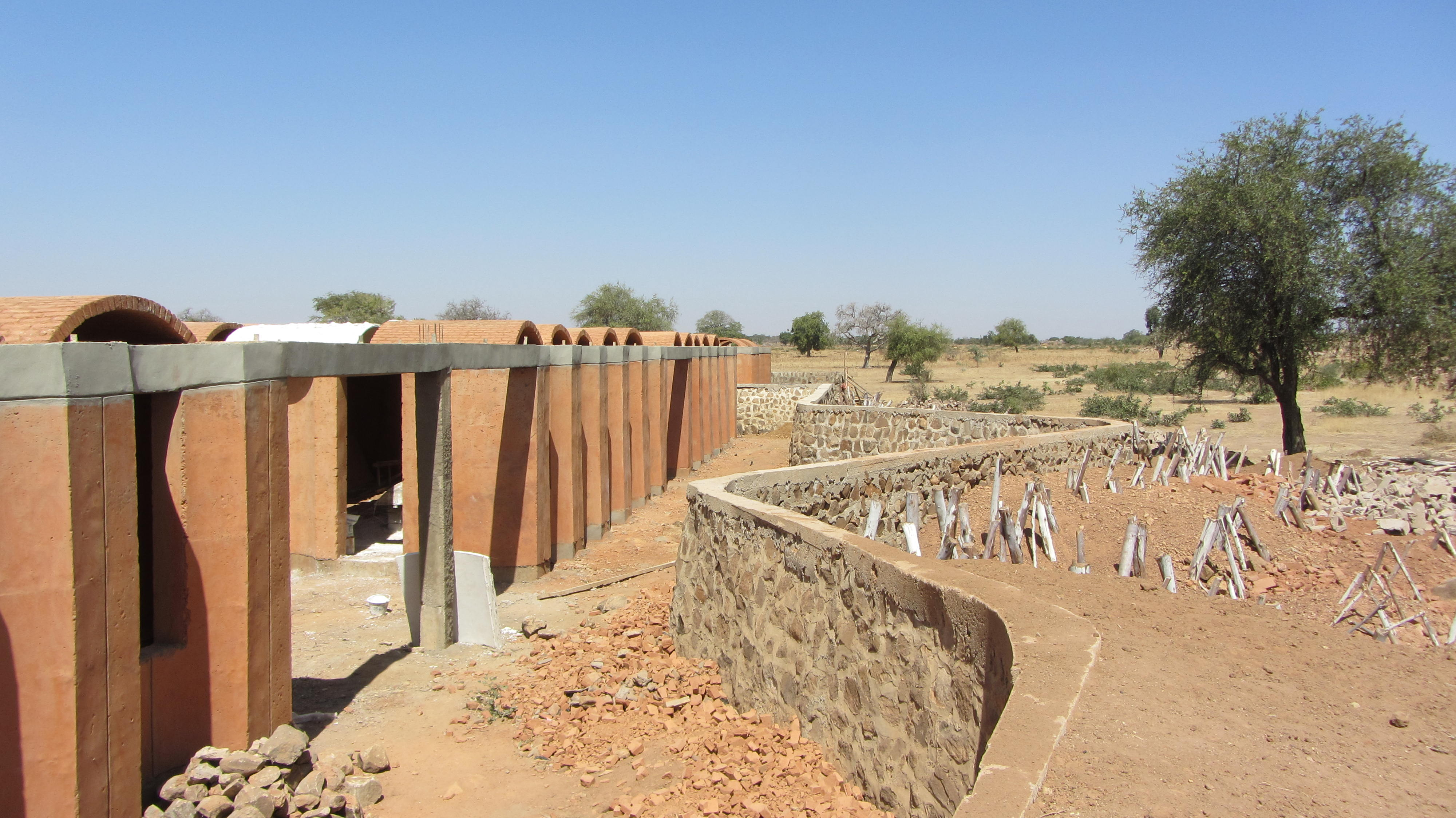
المدرسة الثانوية في جاندو

أدت الزيادة في التمويل الحكومي للتعليم الثانوي في عام 2010 إلى تمكين 50 تلميذا من بدء الدراسة. أثناء انتظار الفصول الدراسية الجديدة، تم عقد دروسهم في المدرسة الابتدائية. بدأ بناء مدرسة ثانوية في مايو 2011 وتم افتتاحها في 2013.
سيضم مجمع المبنى الجديد 12 فصلاً دراسياً وقاعة ومكتبة ومبنى إداري والعديد من الملاعب الرياضية. سوف تستوعب ما يقرب من 1000 طالب. التصميم مستوحى من الأسر الريفية التقليدية في بوركينا فاسو: تم تصميم الفصول الدراسية بطريقة دائرية لتشكل فناءً محميًا يحميه من الغبار والرمال التي تجلبها رياح هارماتان. الهيكل مفتوح على جانبه الغربي، مما يسمح بدخول النسيم البارد إلى المنطقة.
تجعل درجات الحرارة المرتفعة جدًا وكثرة الفصول الدراسية ونقص تكييف الهواء في بوركينا فاسو من الصعب جدًا على التلاميذ التركيز. لذلك، قمنا بتطوير نظام تبريد هواء مبتكر باستخدام التهوية الطبيعية فقط. المدرسة محاطة بضفة من الأرض تزرع عليها الأشجار. توفر الأشجار الظل، وتتجمع مياه الأمطار لتزويدهم بالمياه. يتم وضع الأنابيب المثقبة تحت الضفاف الأرضية لتجمع الرطوبة. تهدأ الرياح عندما تهب عبر الأنابيب، وتخرج في الفصول الدراسية من خلال فتحات في الأرضية، مما يوفر نظام تبريد تحت الأرضية صديق للبيئة. حصل هذا التصميم على جائزة Global Holcim الذهبية لعام 2012.
تستخدم المدرسة الثانوية نفس نوع السقف مثل المدرسة الابتدائية، مع سقف عريض من الحديد المموج مرتفع فوق سقف من الطين. يدور الهواء بين السقف والاخر، يسخن ويرتفع، مما يخلق تيار شفط في الأسفل. يؤدي هذا إلى ارتفاع الهواء البارد من الأنابيب الموجودة أسفل الأرضية، مما يقلل درجة حرارة الغرفة بما يقدر بنحو 6-8 درجة مئوية. بأساليب بسيطة لكنها فعالة مثل هذه، تتطلب المدرسة القليل من الكهرباء في كل من البناء والصيانة.
أدى تزايد عدد سكان بوركينا فاسو والاستخدام السائد لحطب الوقود كوقود إلى مشاكل كبيرة في إزالة الغابات. تم قطع ما يقدر بنحو 60 ٪ من أشجار البلدان في السنوات الخمس عشرة الماضية. والأسوأ من ذلك، أن برامج إعادة التشجير غالبًا ما يزرع أشجار الأوكالبتوس التي تنمو بسهولة وسرعة، ولكنها تمتص كميات هائلة من المياه الجوفية على حساب الزراعة المحلية.
ولمكافحة هذه المشكلة، تستخدم المدرسة الثانوية خشب من أشجار الأوكالبتوس في البناء، وتزرع أشجار المانجو بدلا منها. تحتاج أشجار المانجو إلى كمية أقل من المياه وتنتج الفاكهة وتوفر ظلًا أكثر من أشجار الأوكالبتوس، والتي يستفيد منها التلاميذ أثناء فترات الراحة.
كما فعل مع مشاريعه الأخرى، استخدم في مشروع المدرسة الثانوية القوى العاملة المحلية للبناء. يقوم المتخصصون الذين دربهم فرانسيس كيري بالإشراف على أفراد المجتمع المحلي، وتدريبهم على تقنيات البناء اللازمة. بدلاً من بناء الجدران من الطوب بالطوب، ابتكر كيري طريقة لصب الطين وكمية صغيرة من الإسمنت في قالب، وهو أسرع بكثير. يتيح نقل المهارات هذا للقرويين تكرار تصميم المبنى، ويشجعهم على اعتماد أساليب مستدامة بدلاً من الخيار الملموس المعتاد.

#### أتيليه جاندو
تم تطوير Atelier في عام 2014 وتم الانتهاء من بنأه في 2018، وهو عبارة عن مبنى يعمل كمركز مجتمعي وقاعدة في الموقع لمشاريع البناء. ساعدت مجموعة من الطلاب من الاكادمية المعمارية في مندريسيو فرانسيس كيري في التخطيط وبناء الخطوات الأولى للبناء. 

## الجوائز
- جائزة الآغا خان للعمارة (2004) [35] [36]
- الجائزة العالمية للعمارة المستدامة (2009) [37] [38] [39]
- جائزة BSI المعمارية السويسرية (2010) [40]
- جائزة ماركوس للعمارة (2011) [41]
- جوائز هولسيم الذهبية 2011 أفريقيا الشرق الأوسط [42]
- جوائز جلوبال هولسيم الذهبية 2012 [34]
- جائزة شيلينغ للهندسة المعمارية (2014) [43]
- جائزة كينيث هدسون للمتحف الأوروبي للعام (2015) [44] [45]
- جائزة الأكاديمية الأمريكية للفنون والآداب أرنولد دبليو برونر التذكارية (2017) [46]
- جائزة Prince Claus Laureate (2017) [47] [48]
- وسام توماس جيفرسون في العمارة (2021) [49]
- جائزة بريتزكر للهندسة المعمارية (2022) [50]

### المجلات
- a + u ، العمارة اليابانية والعمران، منظم لالتقاط الضوء - 514
- arch + ، Think Global Build Social - 211/212
- التفاصيل، Architectur und Baudetail - يونيو 2013 نسخة محفوظة 6 مارس 2016 على موقع واي باك مشين.
- Baumeister ، مجلة Architektur - يونيو 2013
- دوموس 962 - أكتوبر 2012
- دبوس أب، خاص ببرلين - سرينغ صيف 2012
- -يونيو 2010 / francis-kere ICON # 3، التصميم الدولي والعمارة والثقافة، يناير 2012[وصلة مكسورة][ رابط معطل دائم ]
- Arquitectura Viva، Africa esencial # 140 2012
- دوموس 949 - تموز (يوليو) - آب (أغسطس) 2011
- دوموس 927 - يوليو / أغسطس 2009

### كتب
- Materials for design 2. Princeton Architectural Press New York. 2014. ISBN:9781616891909.
- Global Architecture Today. Tianjin University Press. 2013.
- MACHEN. Holcim Foundation for Sustainable Construction. 2012. ISBN:9783981343670.
- Spataro, Salvatore (2011). NEEDS Architecture in developing Countries. Lettera Ventidue. ISBN:978-8862420327.
- Fernández Galiano, Luis (2011). Atlas: Architectures of the 21st century. Africa and Middle East. Fundación BBVA. ISBN:9788492937196.
- Lepik, Andres (2011). Moderators of Change – Architecture that helps. Ostfildern. ISBN:978-3775731867.
- Small Scale, Big Change. The Museum of Modern Art, New York. 2010.
- Slavid, Ruth (2009). EXTREME ARCHITECTURE, building for challenging environments. Laurence King Publishing. ISBN:978-1856696098.
- Architecture of Change. Gestalten Verlag. 2008. ISBN:9783899552119.
- Ford, Alain (2007). Designing the sustainable school. Images Pub. ISBN:978-1864702378.

### فيديو
- "How to build with clay... and community". TEDx New York. 2013. مؤرشف من الأصل في 2022-03-21. اطلع عليه بتاريخ 2022-03-21.{{استشهاد ويب}}:  صيانة الاستشهاد: BOT: original URL status unknown (link)
- "Sensing Spaces". Royal Academy of Arts. 2014. مؤرشف من الأصل في 2022-03-21. اطلع عليه بتاريخ 2022-03-21.{{استشهاد ويب}}:  صيانة الاستشهاد: BOT: original URL status unknown (link)
- "Francis Kere at Design Indaba 2011". Design Indaba. 2011. مؤرشف من الأصل في 2023-03-09.
- "Gando". Cité de l'architecture & du patrimoine. 2014. مؤرشف من الأصل في 2022-10-17.
- "An Architect Between". Daniel Schwartz & Gran Horizonte Media. 2016. مؤرشف من الأصل في 2022-10-17.

## روابط خارجية
- Kéré Architecture ، الموقع الرسمي
- الصفحة الرئيسية لمؤسسة Kéré Foundation
- Festspielhaus Afrika ، موقع مشروع دار أوبرا المهرجان
- المعهد الملكي للمهندسين المعماريين البريطانيين (RIBA) يتحدث عن 2010 «خطوة بخطوة: المباني المستدامة في إفريقيا»، فرانسيس كيري (فيديو)
- فرانسيس كيري - محاضرة: تحديات البناء المستدام في بوركينا فاسو (فيديو)
- حديث ديبيدو فرانسيس كيري في كيب تاون (فيديو)
- تغطية أعمال ديبيدو فرانسيس كيري في دوموس
- تغطية أعمال ديبيدو فرانسيس كيري في Pin-Up
- تغطية لأعمال ديبيدو فرانسيس كيري في الارشديلي
- تغطية دوموس للحديقة الوطنية في مالي
- دوموس ميزة على كيري والعمارة في أفريقيا
- مقابلة دوموس مع ديبيدو فرانسيس كيري
- تغطية أعمال ديبيدو فرانسيس كيري في ArchiAfrika
- الحائز على جائزة هولسيم